# فرانسیس ژیرو
فرانسیس ژیرو (فرانسوی: Francis Girod‎; ۹ اکتبر ۱۹۴۴ – ۱۹ نوامبر ۲۰۰۶) کارگردان فیلم، هنرپیشه، فیلم‌نامه‌نویس اهل فرانسه بود.
وی همچنین برندهٔ جوایزی همچون لژیون دونور شده‌است.